# Joel Ballin
Joel "John" Ballin (født 22. marts 1822 i Vejle, død 21. marts 1885 i København) var en dansk kobberstikker og kunstmaler. Han var blandt andet medstifter af Kunstnerforeningen af 18. november i 1842.
Ballin var søn af en lysestøber og kom allerede som stor dreng til København for at komme i malerlære, og han blev optaget på Kunstakademiet, fra 1842 på Modelskolen her, hvor han blandt andet blev undervist af J.L. Lund og C.W. Eckersberg. Allerede tidligt begyndte Ballin at interessere sig for en nyopfundet teknik, kemitypi, og han rejste i 1846 til Leipzig, hvor han var med til at udvikle denne metode sammen med opfinderen, den danske fotograf Christian Piil. Med midler fra Den Reiersenske Fond gav rejste han til Paris, hvor han gennemførte en gravør- og kobberstikuddannelse (sidstnævnte var han begyndt på i Leipzig). Han gennemførte også en maleruddannelse på École des Beaux-Arts.
Han lavede en række almindelige kobberstik som Le maitre d’école efter Adriaen van Ostade og En ung Pige efter Jan Victor, som han havde set på Louvre. Senere gik Ballin over til at bruge en kombination af af radering, gravstik og roulet, og han bidrog til forskellige udstillinger i den franske hovedstad. Ved en af disse vandt han i 1861 en guldmedalje af 3. klasse, hvilket betød, at han blev anerkendt i sit fødeland, idet Kunstakademiet tildelte ham et toårigt stipendium samt et beløb fra Kultusministeriet. I 1862 blev en samling af hans blade udstillet på Charlottenborg, og de indbragte ham en udnævnelse til Ridder af Dannebrog.
I 1870 forlod han igen Danmark og bosatte sig i 1870-83 i London. I 1877 blev han medlem af Kunstakademiet, og i 1883 vendte han tilbage til København, hvor han dels underviste unge kobberstikkere, dels fik til opgave at lave kobberstik af en række eksisterende danske værker af blandt andet Carl Bloch og Wilhelm Marstrand. Disse opgaver blev imidlertid kun delvis gennemført, idet han blev ramt af sygdom og døde i 1885. Han er begravet på Mosaisk Nordre Begravelsesplads.

## Udvalgte værker
Kobberstik
- The pool of Bethesda og Af Inkvisitionens Annaler (efter Edwin Long)
- Tartuffe (efter C. Hoff)
- Les Adieux (efter James Tissot)
- Biskop Rønnov forsvares af Hans Tausen mod Almuens Angreb (efter Carl Bloch)
- Christian IV på Trefoldigheden (ufuldendt, efter Wilhelm Marstrand)